# Giethoorn
Giethoorn là một khu làng tại tỉnh Overijssel của Hà Lan. Làng nằm trong khu tự trị Steenwijkerland, cách khoảng 5km về phía Tây Nam Steenwijk.
Giethoorn vốn là một khu làng nằm trong một khu dân cư không xe hơi, là một trong những nơi được biết đến tại Hà Lan với biệt danh "Venice của phương Nam" hay "Venice của Hà Lan". khu làng trở nên nổi tiếng trong nước, đặc biệt từ sau 1958, khi nhà làm phim người Hà Lan Bert Haanstra làm vở hài kịch nổi tiếng mang tên "Fanfare" tại đó. Không có đường đi trong những khu vực xưa cũ của khu làng (ngày nay có đường dành cho xe đạp), và mọi hình thức giao thông chủ yếu bằng đường thủy, thông qua kênh đào. Các hồ tại Giethoorn hình thành từ những bãi đào than bùn.
Giethoorn thành lập bởi những người tị nạn đến từ vùng Địa Trung Hải vào khoảng năm 1230. Giethoorn vốn là một khu tự trị biệt lập cho đến năm 1973, khu làng đã trở thành một phần của Brederwiede.

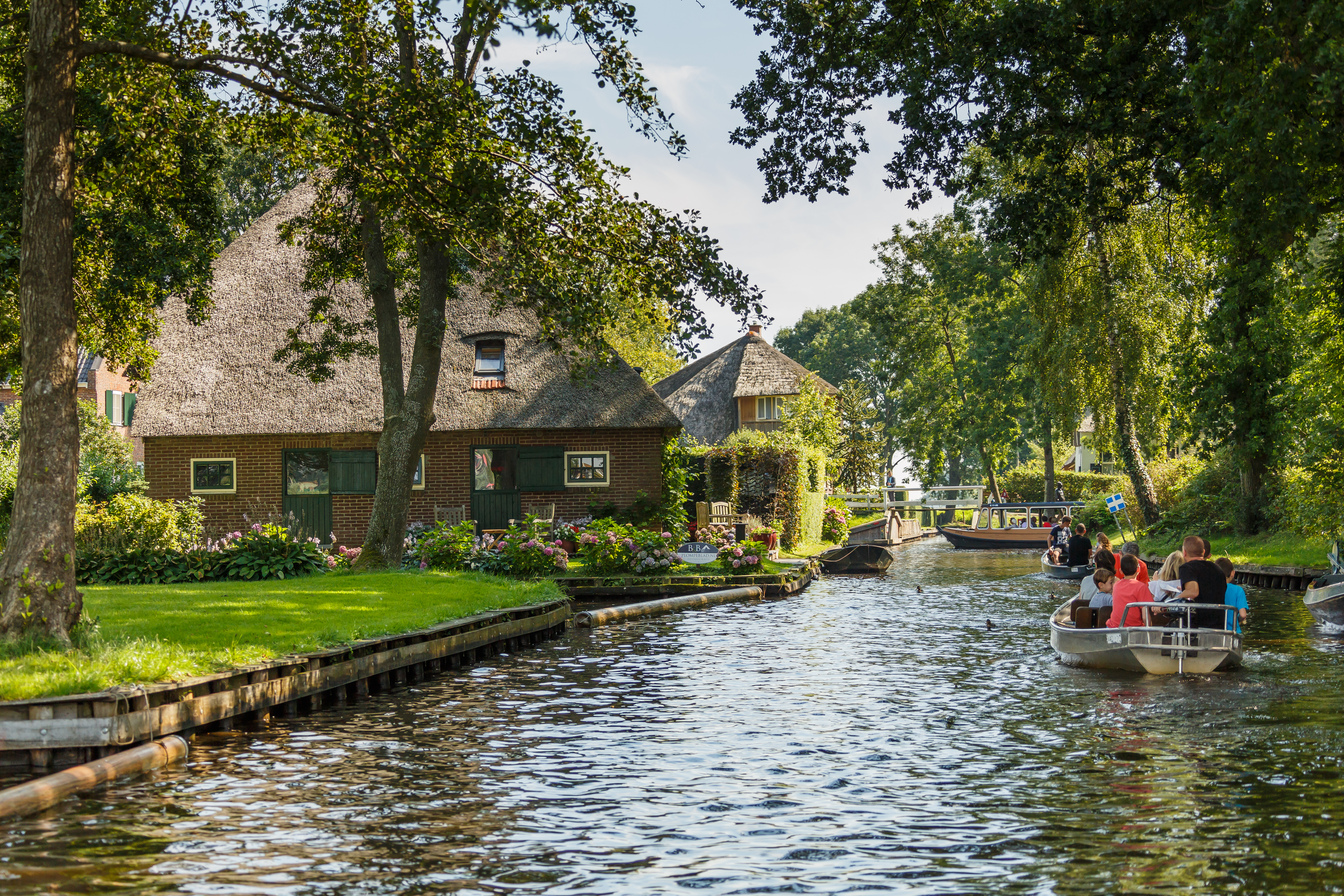
Những ngôi nhà bên dòng kênh tại Giethoorn
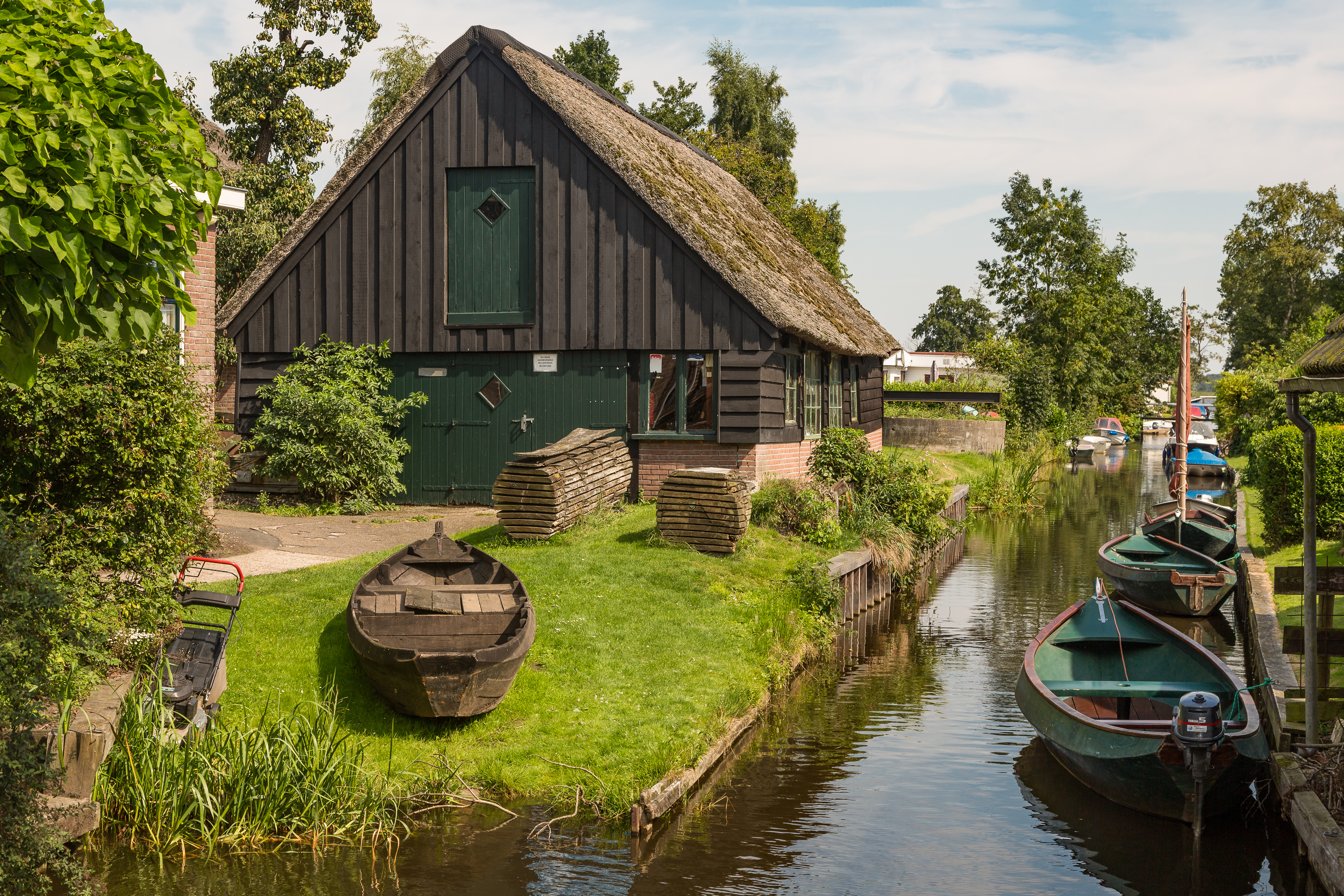
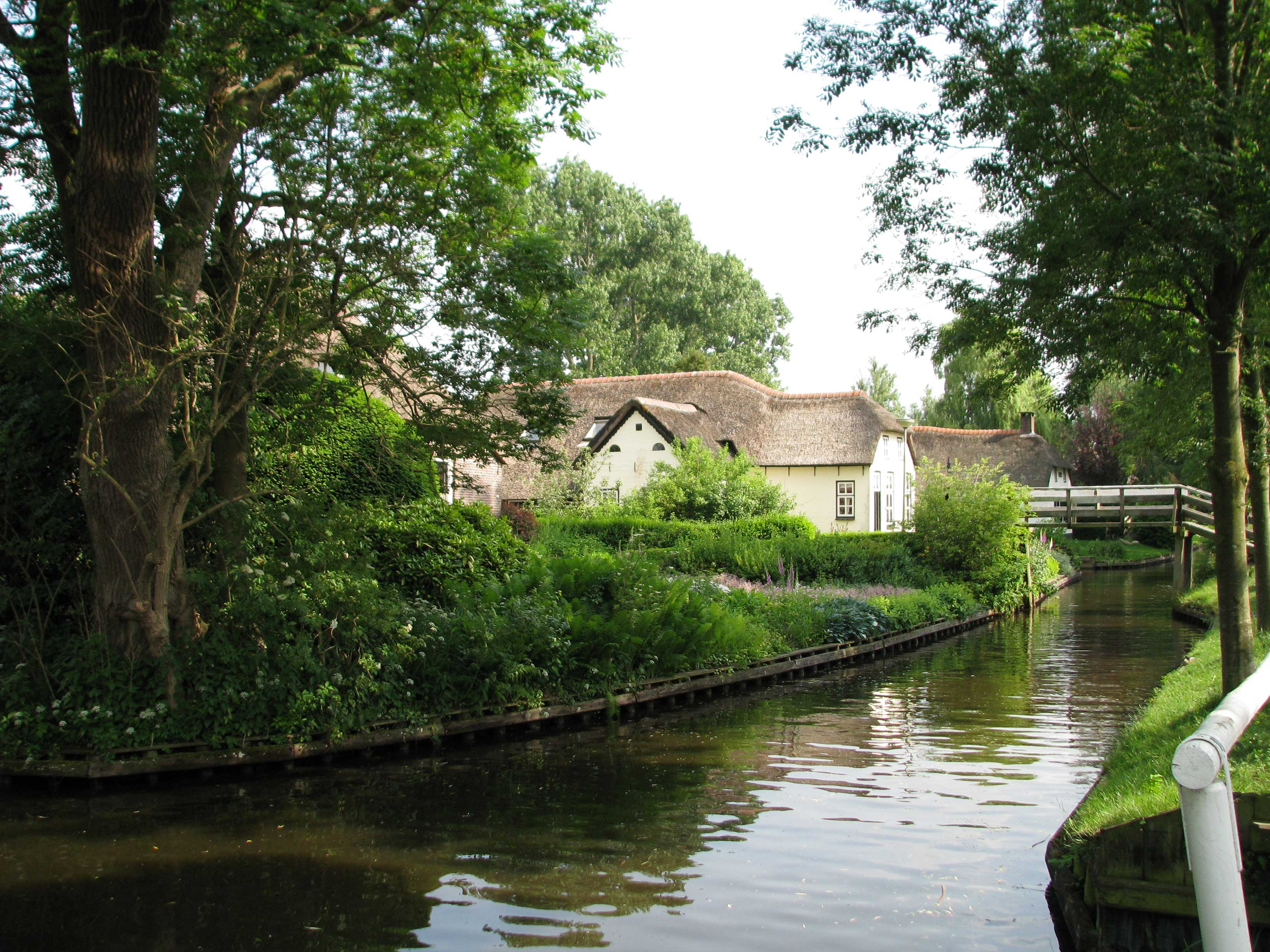
Kênh đào ở Giethoorn
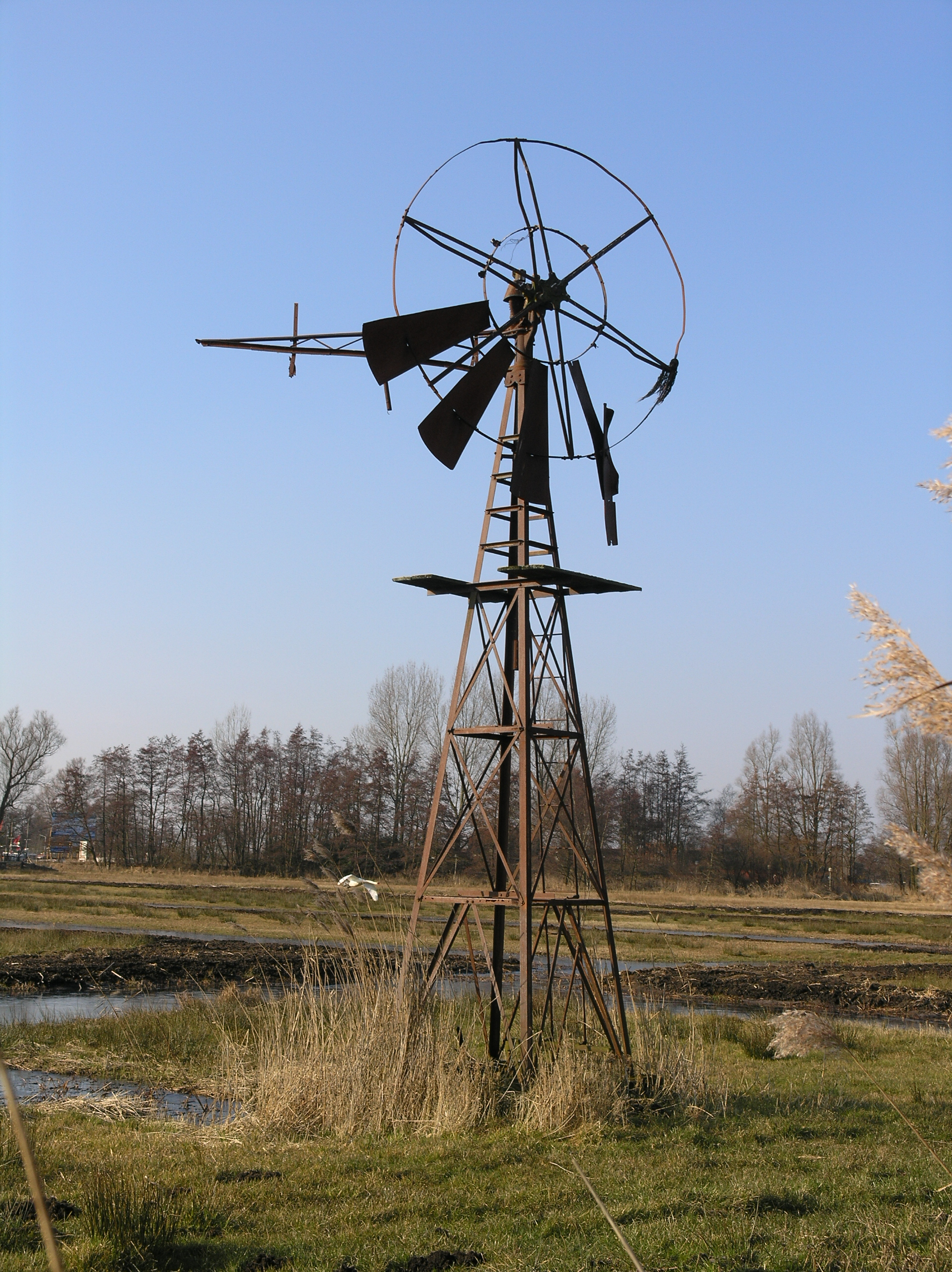
Cối xay gió ở Giethoorn